# Lyngørfjorden
Lyngørfjorden er en fjord i Tvedestrand kommune  i Agder fylke i Norge. Den  som ligger i området nord for Lyngør, og går  8,5 kilometer mod sydvest fra Teistholmen til Gjesøya syd for Krokvåg.
En række øer danner den sydlige grænse af fjorden. Fra øst mod vest er disse blandt andre Odden, Holmen, Steinsøya og Askerøya (alle fire beboede), Bukkeholmene, østre Lyktene, store Bastholmen og Gjesøya. Syd for  vestenden af Lyngørfjorden ligger Sandøyfjorden.